# Elsa Jacquemot
Elsa Jacquemot (født 3. maj 2003 i Lyon, Frankrig) er en professionel tennisspiller fra Frankrig.